# 杜安扎省

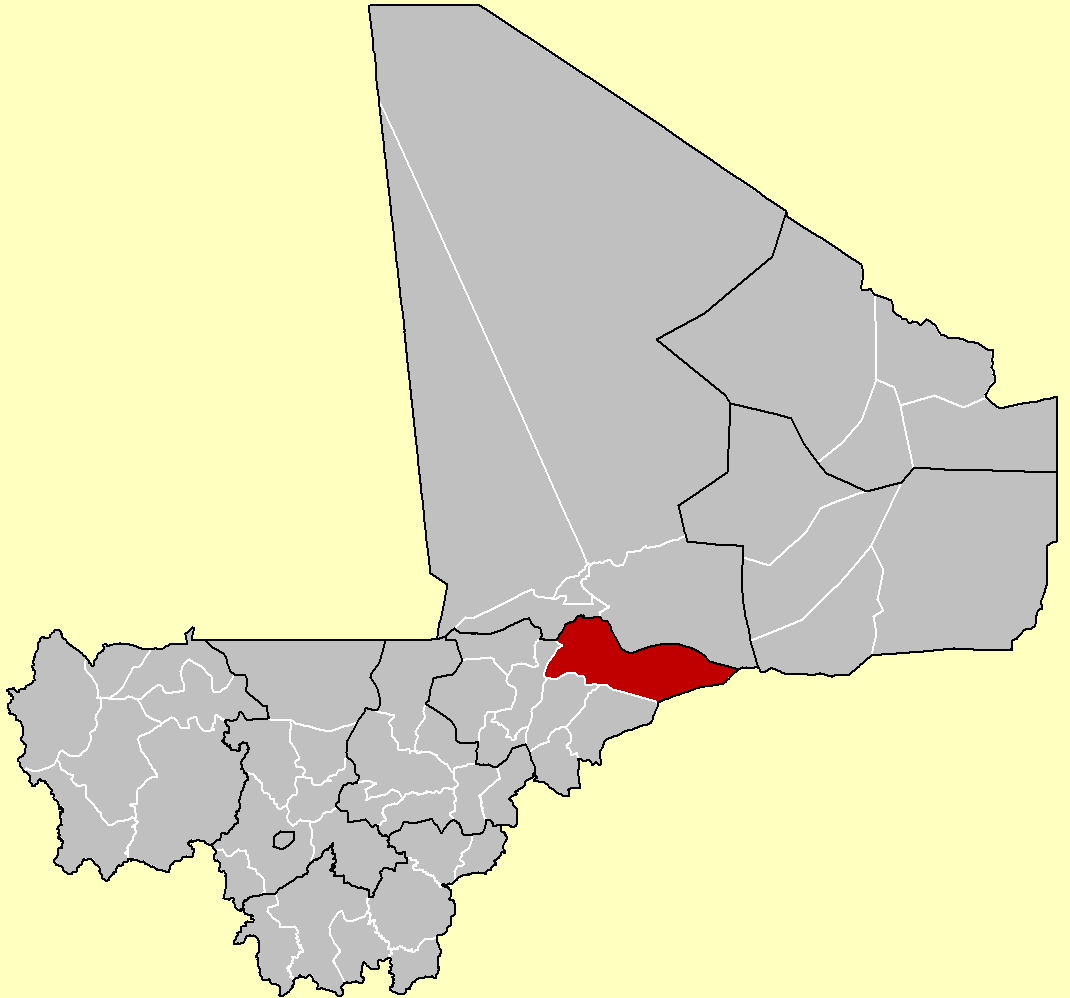

杜安扎省（法語：Cercle de Douentza），是馬里的省份，位於該國中部，由莫普提區負責管轄，首府設於杜安扎，面積23,481平方公里，2009年人口247,794，人口密度每平方公里11人。